# Франоа (Север)
Франоа (фр. Frasnoy) је насеље и општина у североисточној Француској у региону Север-Па д Кале, у департману Север која припада префектури Авне сир Елп.
По подацима из 2011. године у општини је живело 349 становника, а густина насељености је износила 59,76 становника/km². Општина се простире на површини од 5,84 km². Налази се на средњој надморској висини од 123 метара (максималној 131 m, а минималној 83 m).

## Демографија
| 1962. | 1968. | 1975. | 1982. | 1990. | 1999. | 2011. |
| ----- | ----- | ----- | ----- | ----- | ----- | ----- |
| 335   | 345   | 300   | 276   | 260   | 285   | 349   |

График промене броја становника у току последњих година